# 중국고속철도 CRH1
중국고속철도 CRH1형(중국어: CRH1型电力动车组)은 중화인민공화국 철도부에서 운영하는 국영철로로 제6차 철도증속 계획에 의해 2004년부터 시작된 광선 철로 등의 고속철도 차량이다.

## 개요
중국고속철도 노선에서 운행되는 고속철도 차량으로 봄바디어 트랜스포테이션, CRRC 칭다오 시팡의 공동 자금 출자와 동시에 제작하였다.

## 구성
CRH1형 전철은 8량이 편성있으며, 다음과 같이 1부터 번호가 매겨진다.
- xx: 편성 번호 (01-40)
  - ZY: 일등차
  - ZE: 이등차
  - ZEC: 이등차/식당차

이중 00과 01호차는 선두차로 차체에 「CRH1-0 xxA」라고 표기되어 있다. 02에서 07호차는 팬터그래프를 탑재한다.

## 특징
CRH는 200km/h 이상 주행하는 중국 고속철도 차량의 호칭이다. 좌석은 회전식이 아니라 서로 마주보는 형태의 좌석을 선택하였다.

## 세부 모델

### CRH1A
CRH1A형 전철(중국어: CRH1A型电力动车组)은 중화인민공화국 철도부가 제6차 재래선 증속 계획을 위해 캐나다의 봄바디어 등과 제휴해 도입된 고속철도 차량으로 2006년부터 도입이 시작된 모델로 이 열차는 봄바디어 레지나를 베이스로 개발되었다. 당초 이 열차의 명칭은 스웨덴 SJ AB사의 레지나 C2008로 봄바디어 트랜스포테이션과 CRRC 칭다오 시팡이 공동으로 개발되었다. 2007년부터 운행에 들어갔으며 광저우 ~ 선전을 오가는

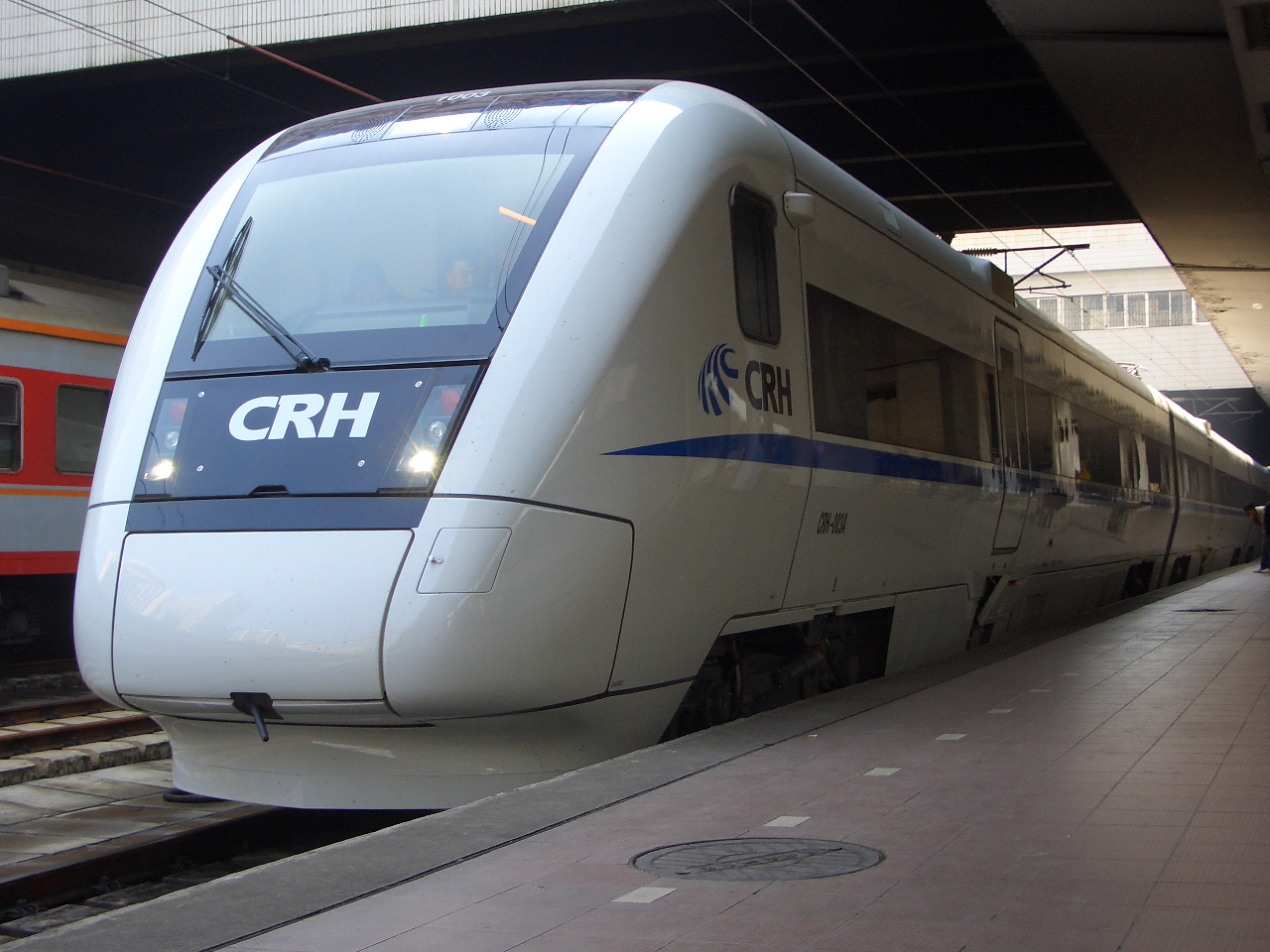
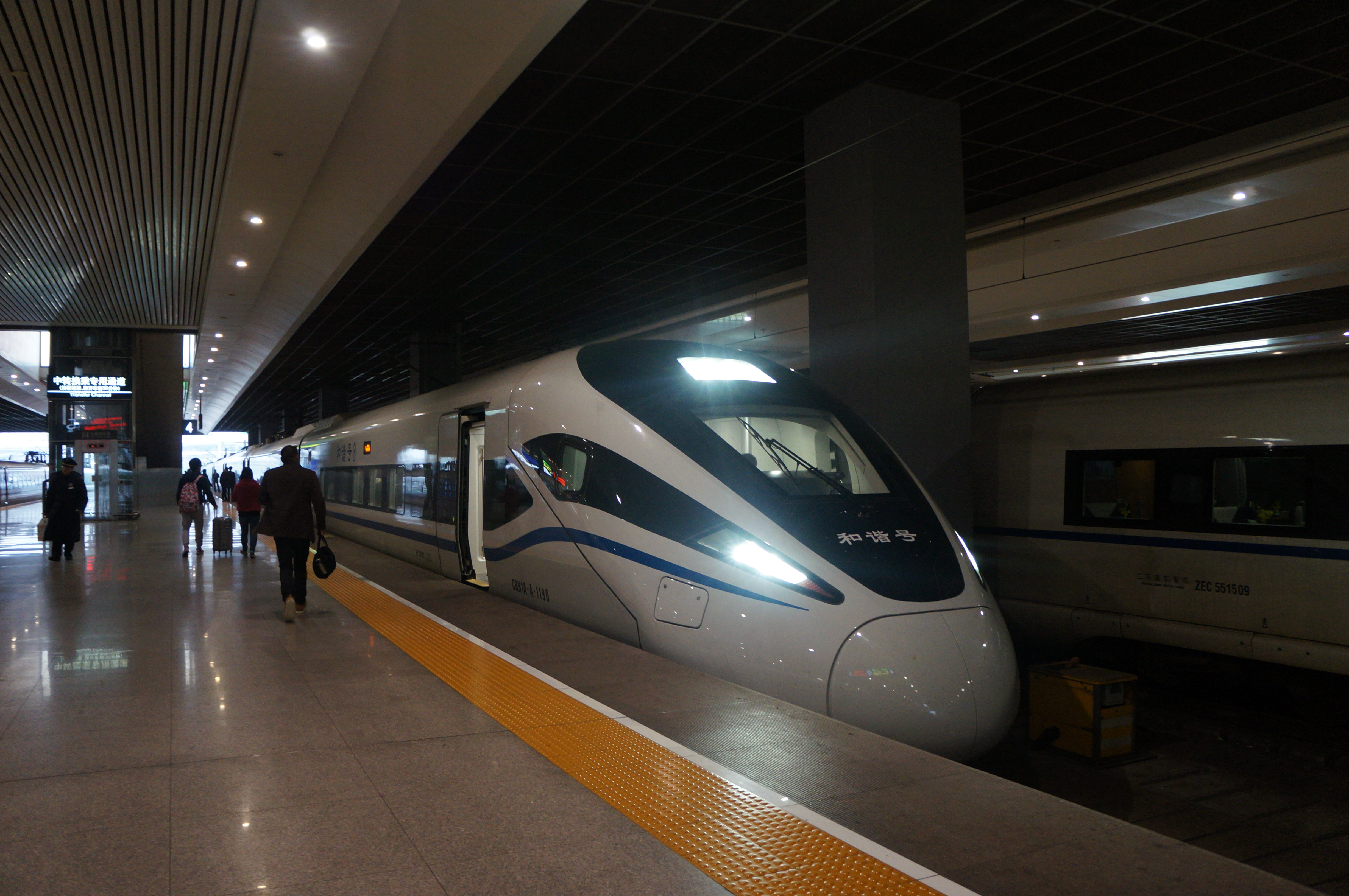

광선강 철로 노선에 투입되었다.

### CRH1B
CRH1B형 전철(중국어: CRH1B型电力动车组)은 2007년 10월에 20편성을 주문했다. CRH1A의 개량한 모델로 3량의 1등석, 12량의 2등 코치, 1량의 식당차로 구성해 16량 편성으로 구성되었다. 기존 모델과 달리 작동 속도에 대한 제한이 없기 때문에 최고 영업 속도 여전히 250km/h로 운행하고 있다. 2009년부터 운행하기 시작했다. 2011년 원저우 철도 추돌 탈선 사고 당시 사고 모델은 이 모델이다.

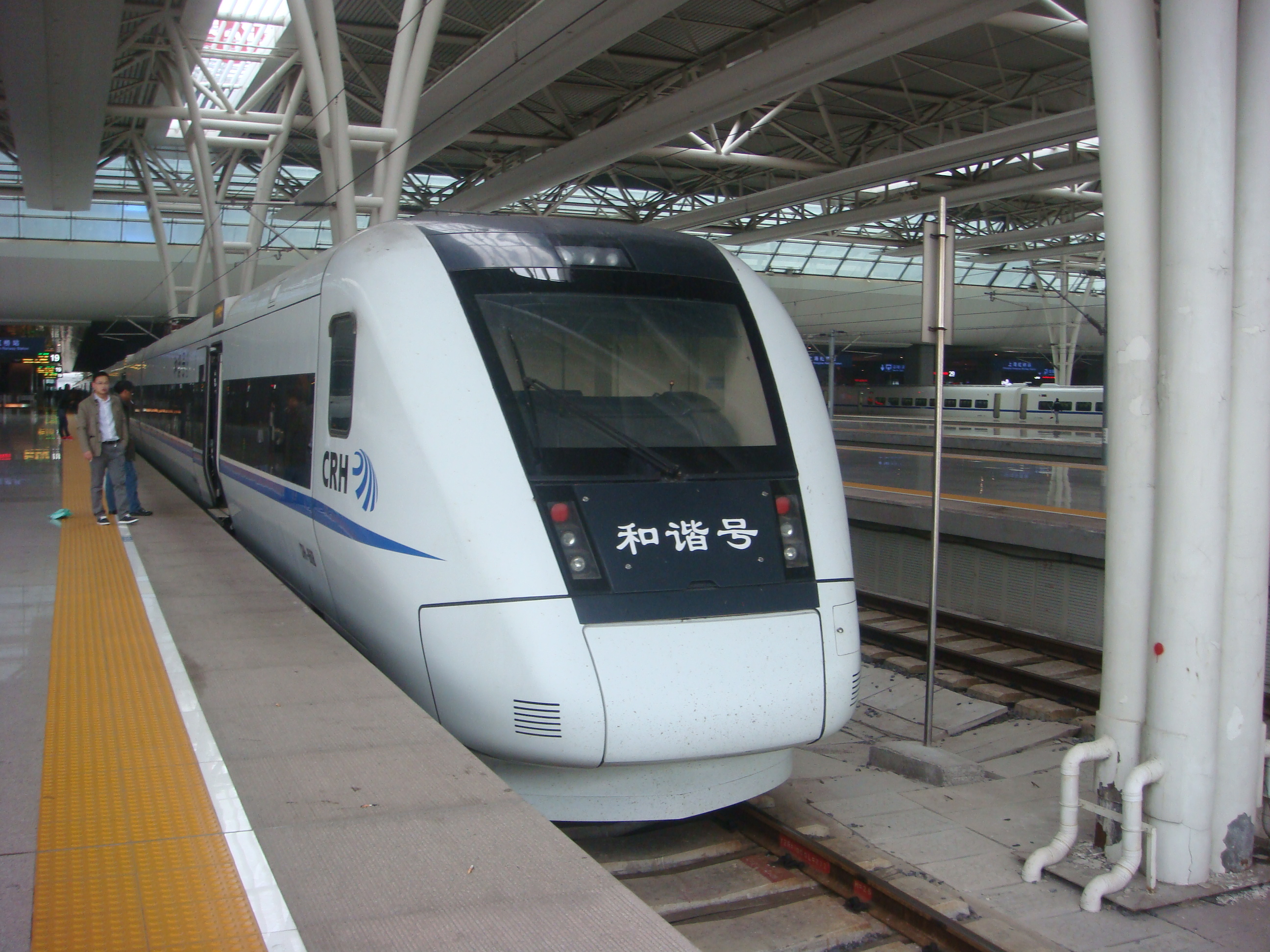
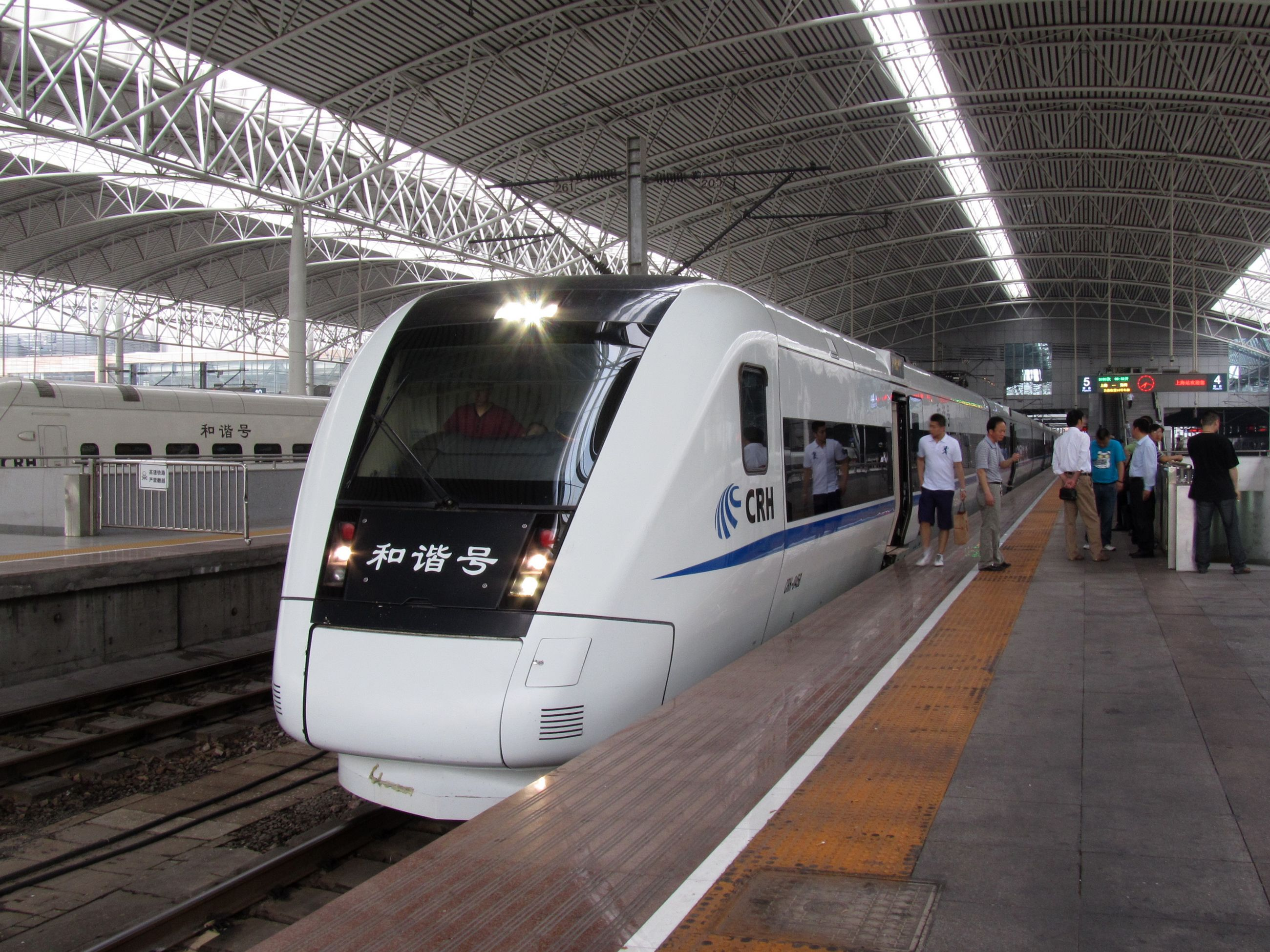

### CRH1E
CRH1E형 전철(중국어: CRH1E型电力动车组)은 2007년 10월에 20편성을 주문했고 고속열차 세계 최초로 침대차를 도입하게 되었다. 이 열차는 봄바디어 제피로의 모델로 봄바디어 트랜스포테이션과 자가토가 설계했다. 2009년부터 베이징에서 상하이를 오가는 노선에 투입하고 있다.

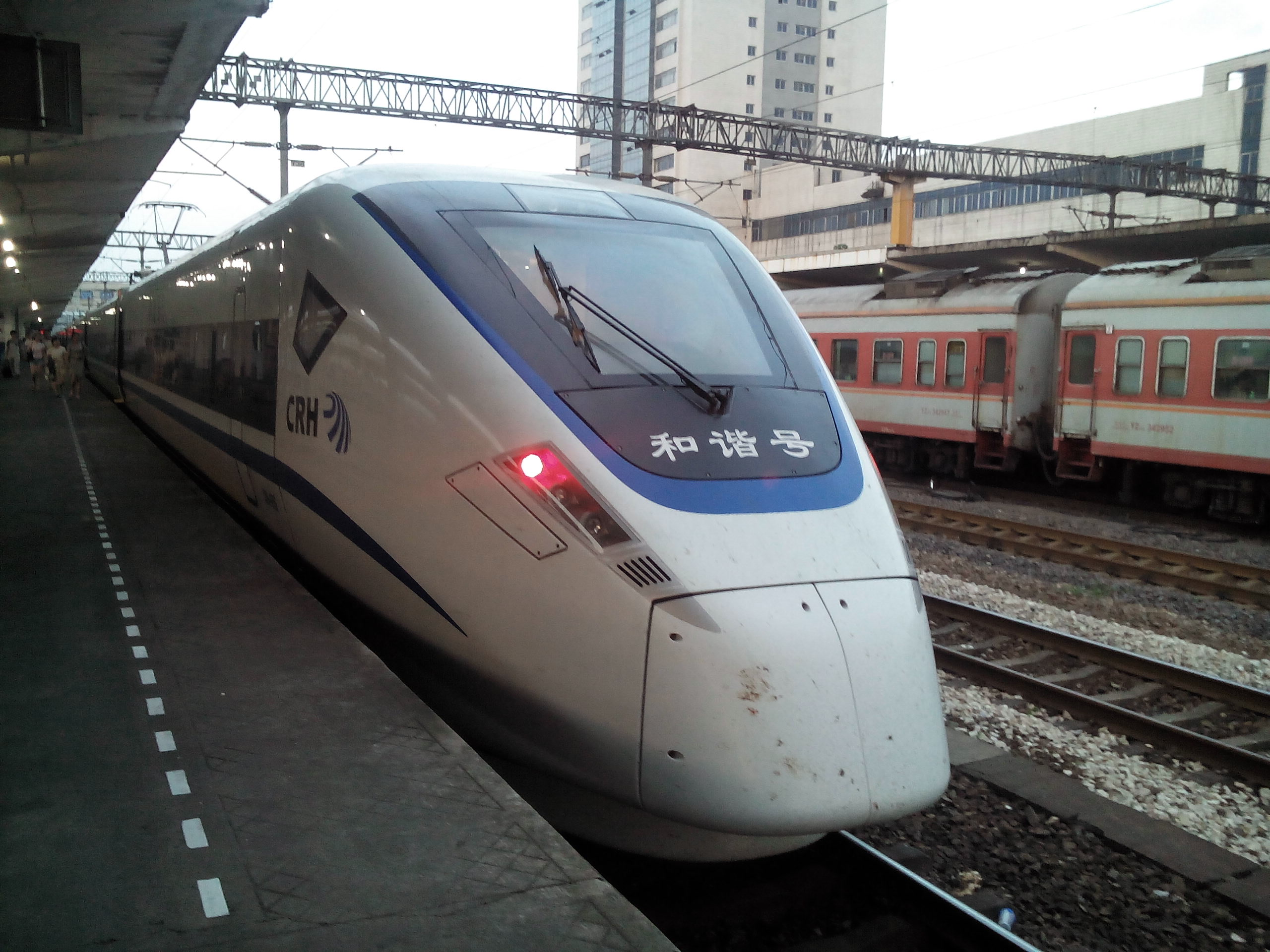
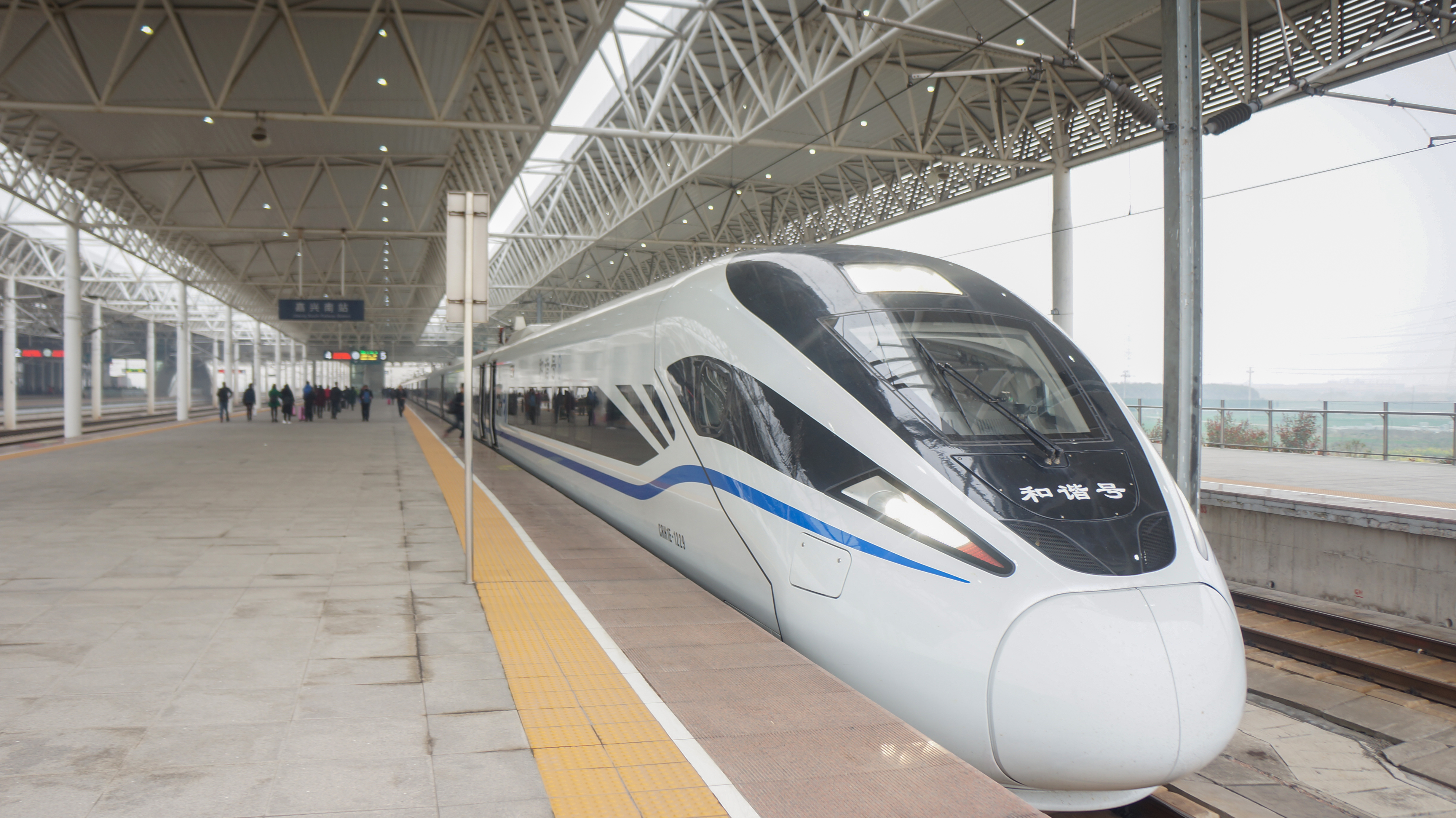

## 객차 구성
차량 대상
- M - M차량
- T - T차량
- C - 운전실
- P - 팬터그래프

코치 유형
- ZY - 퍼스트 클래스 코치
- ZE - 세컨드 클래스 코치
- ZYE - 퍼스트 클래스／세컨드 클래스 코치
- ZEC - 세컨드 클래스 코치／식당치
- ZYT - 퍼스트 클래스／프리미엄 코치
- ZET - 세컨드 클래스／프리미엄 코치
- ZYS - 퍼스트 클래스／비지니스 코치
- ZES - 세컨드 클래스／비지니스 코치
- CA - 뷔페차
- WR - 침대차
- WG - 럭셔리 침대차

### CRH1A
| 호차      | 1     | 2     | 3     | 4     | 5     | 6     | 7     | 8     |
| 유형1,3,4 | ZY    | ZE    | ZE    | ZE    | ZEC   | ZE    | ZE    | ZY    |
| 유형2     | ZY    | ZE    | ZE    | ZEC   | ZYE   | ZE    | ZE    | ZY    |
| 차량 구성 | MC    | TP    | M     | M     | T     | M     | TP    | MC    |
| 차량 장치 | 1호기 | 1호기 | 1호기 | 2호기 | 2호기 | 2호기 | 3호기 | 3호기 |
| 좌석3     | 72    | 101   | 101   | 101   | 24    | 101   | 101   | 72    |
| 좌석4     | 64    | 92    | 92    | 92    | 24    | 92    | 92    | 64    |
| 좌석2     | 64    | 92    | 92    | 24    | 77    | 92    | 92    | 64    |

- ^1  No.CRH1A-1001 ~ CRH1A-1040, CRH1A-1167, CRH1A-1168편성까지 해당된다.
- ^2  No.CRH1A-1081 ~ CRH1A-1166편성까지 해당된다.
- ^3  No.CRH1A-1001 ~ CRH1A-1021, CRH1A-1167, CRH1A-1168편성까지 해당된다.
- ^4  No.CRH1A-1022 ~ CRH1A-1040편성까지 해당된다.

### CRH1B
| 호차      | 1     | 2     | 3     | 4     | 5     | 6     | 7     | 8     | 9     | 10    | 11    | 12    | 13    | 14    | 15    | 16    |
| 유형      | ZE    | ZE    | ZE    | ZE    | ZE    | ZE    | ZE    | ZE    | CA    | ZE    | ZE    | ZE    | ZE    | ZY    | ZY    | ZY    |
| 차량 구성 | MC    | TP    | M     | M     | TP    | M     | T     | M     | M     | T     | M     | TP    | M     | M     | TP    | MC    |
| 차량 장치 | 1호기 | 1호기 | 1호기 | 2호기 | 2호기 | 2호기 | 3호기 | 3호기 | 4호기 | 4호기 | 5호기 | 5호기 | 5호기 | 6호기 | 6호기 | 6호기 |
| 좌석      | 79    | 92    | 92    | 92    | 92    | 92    | 92    | 92    |       | 92    | 92    | 92    | 92    | 72    | 72    | 64    |

- No.CRH1B-1041 ~ CRH1B-1060, CRH1B-1076 ~ CRH1B-1080편성까지 해당된다.

### CRH1E
| 호차      | 1     | 2     | 3     | 4     | 5     | 6     | 7     | 8     | 9     | 10    | 11    | 12    | 13    | 14    | 15    | 16    |
| 유형1     | ZE    | WR    | WR    | WR    | WR    | WR    | WR    | WR    | CA    | WG    | WR    | WR    | WR    | WR    | WR    | ZE    |
| 유형2     | ZE    | WR    | WR    | WR    | WR    | WR    | WR    | WR    | ZEC   | WR    | WR    | WR    | WR    | WR    | WR    | ZE    |
| 차량 구성 | MC    | TP    | M     | M     | TP    | M     | T     | M     | M     | T     | M     | TP    | M     | M     | TP    | MC    |
| 차량 장치 | 1호기 | 1호기 | 1호기 | 2호기 | 2호기 | 2호기 | 3호기 | 3호기 | 4호기 | 4호기 | 5호기 | 5호기 | 5호기 | 6호기 | 6호기 | 6호기 |
| 좌석1     | 61    | 40    | 40    | 40    | 40    | 40    | 40    | 40    |       | 16    | 40    | 40    | 40    | 40    | 40    | 61    |
| 좌석2     | 61    | 40    | 40    | 40    | 40    | 40    | 40    | 40    |       | 40    | 40    | 40    | 40    | 40    | 40    | 61    |

- ^1  No.CRH1E-1061 ~ CRH1E-1072편성까지 해당된다.
- ^2  No.CRH1E-1073 ~ CRH1E-1075편성까지 해당된다.

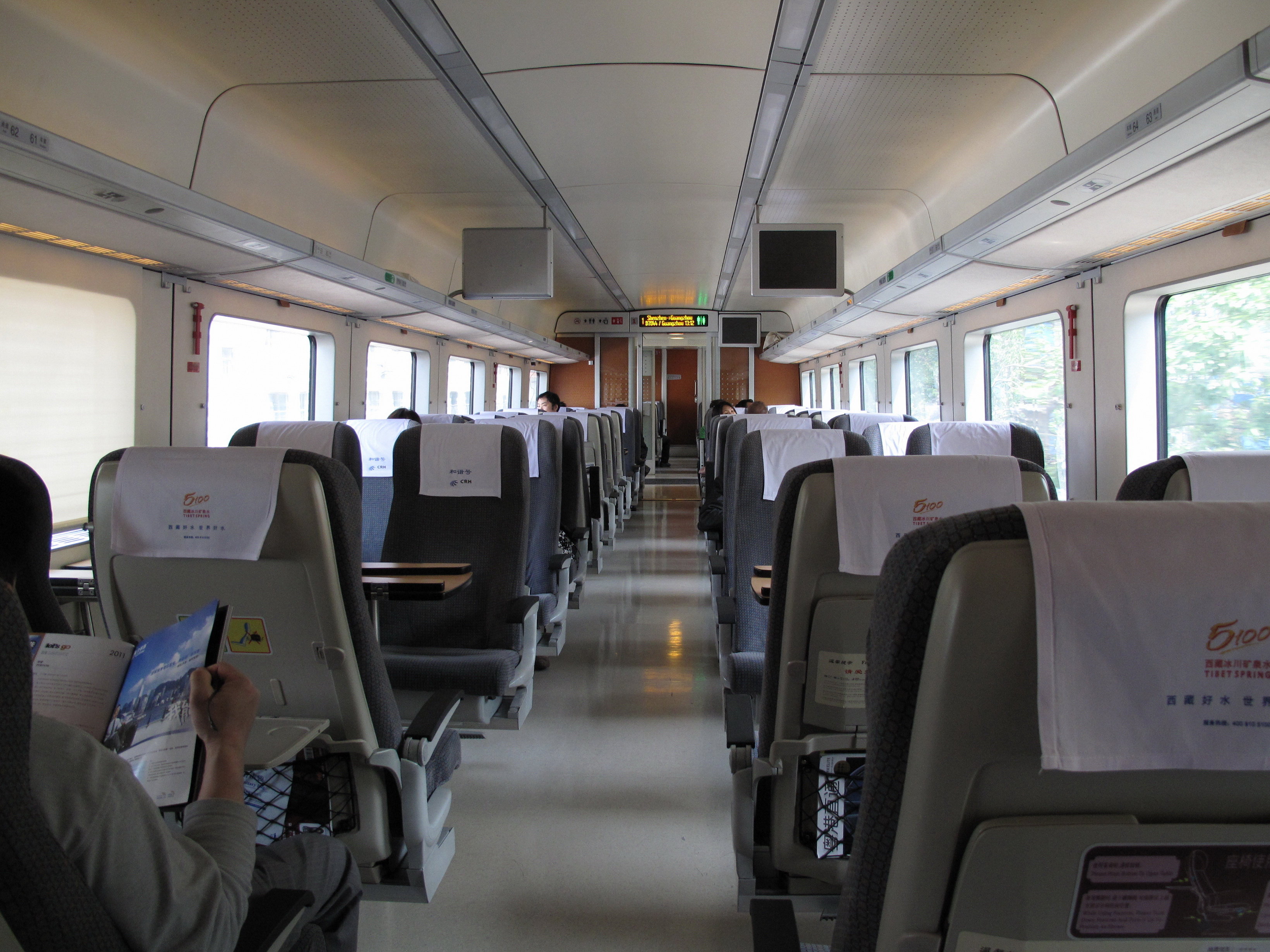
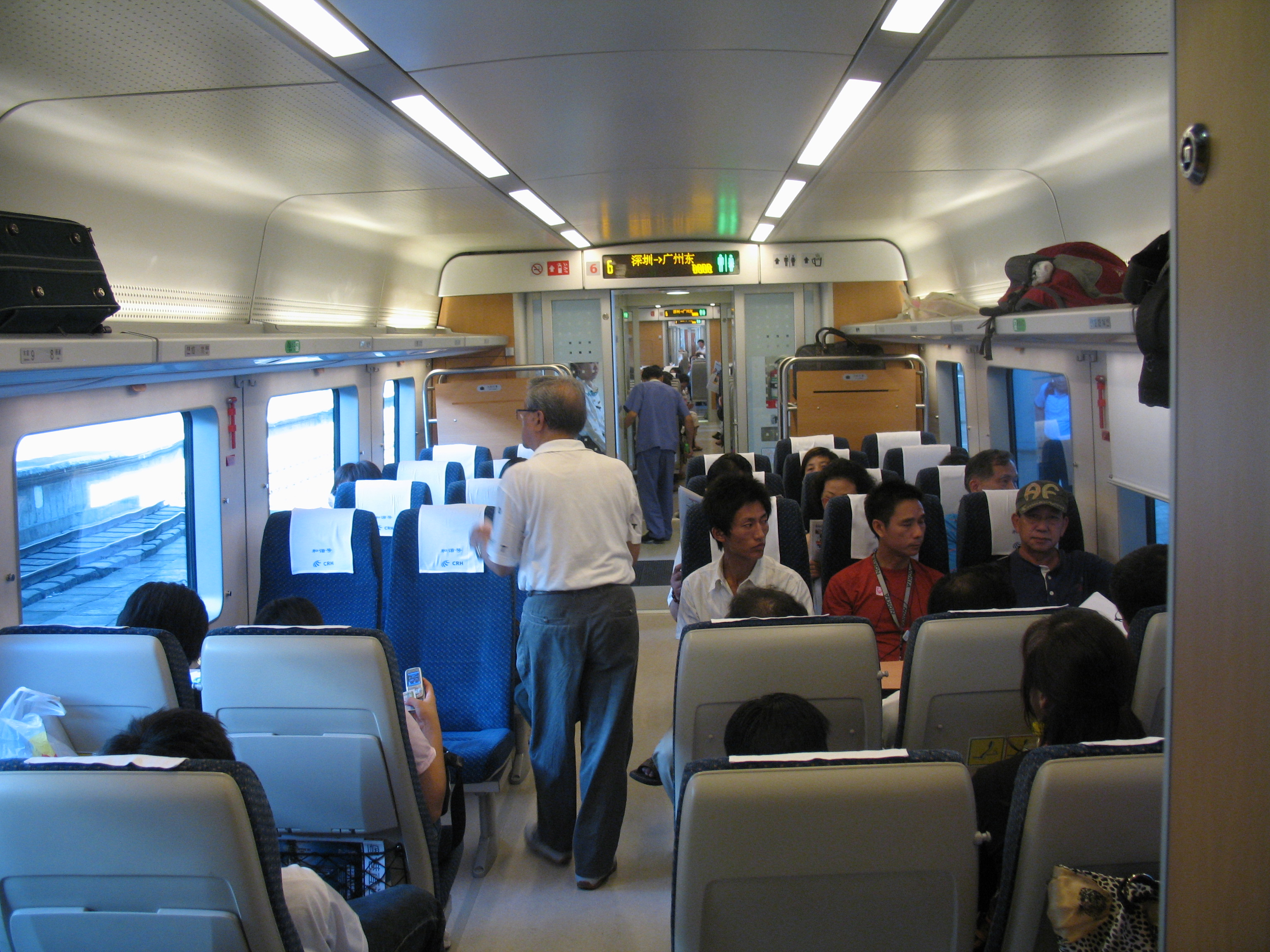
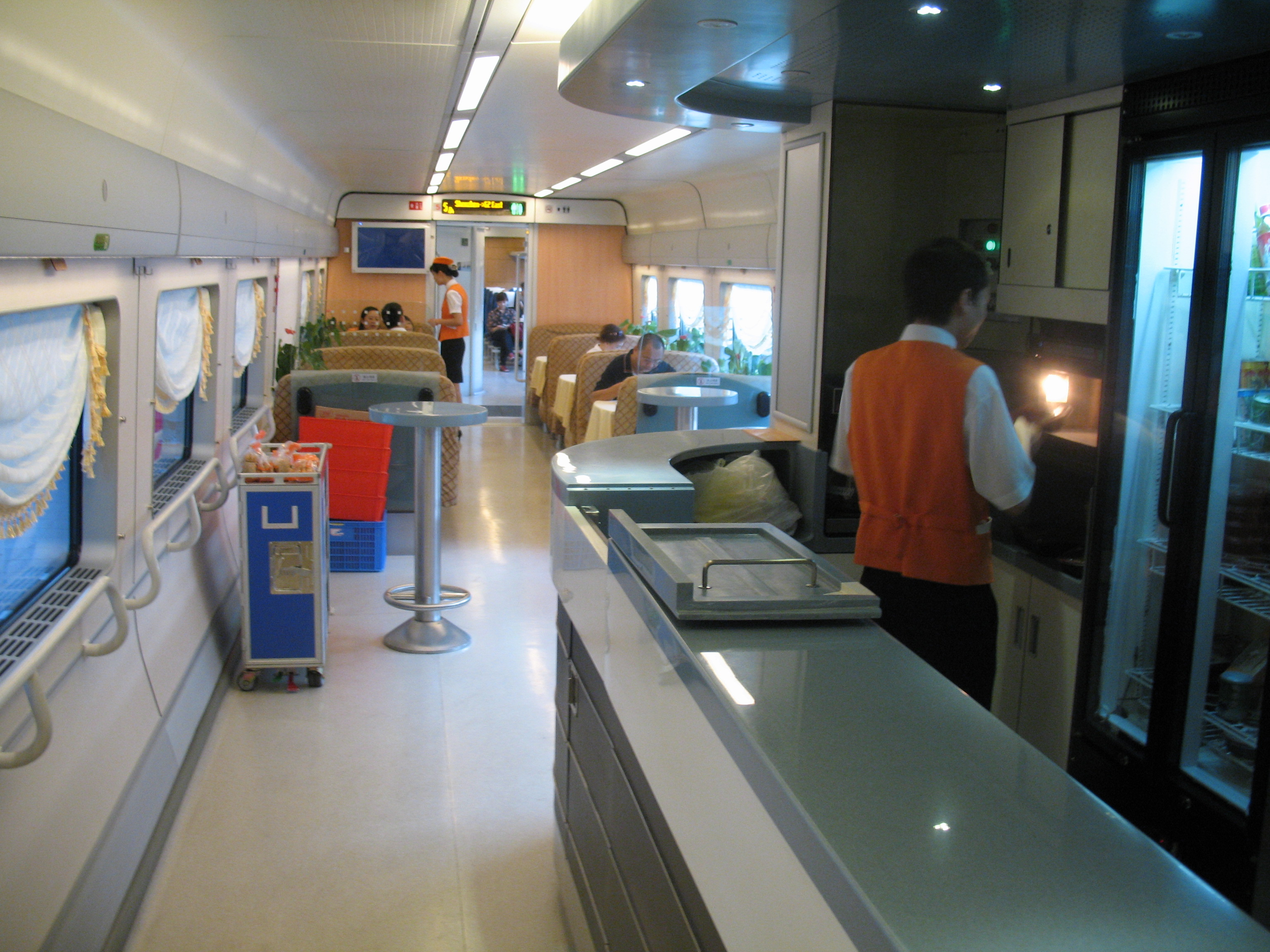

## 현황
| 소속          | 편성 | 차량 번호 | 비고                                                            |
| ------------- | ---- | --- | --------------------------------------------------------------- |
| CRH1A         |      | |                                                                 |
| 광저우 철도부 | 44   | CRH1-001A ～ CRH1-020A CRH1-086A ～ CRH1-090A CRH1-094A ～ CRH1-101A CRH1-117A ～ CRH1-119A CRH1-123A, CRH1-124A CRH1-141A ～ CRH1-143A CRH1-167A ～ CRH1-168A |                                                                 |
| 상하이 철도부 | 38   | CRH1-041A ～ CRH1-042A CRH1-046A ～ CRH1-080A |                                                                 |
| 난창 철도부   | 35   | CRH1-081A ～ CRH1-085A CRH1-091A ～ CRH1-093A CRH1-103A ～ CRH1-116A CRH1-120A                                                                                 |                                                                 |
| 청두 철도부   | 24   | CRH1-021A ～ CRH1-040A CRH1-144A ～ CRH1-145A |                                                                 |
| CRH1B         |      | |                                                                 |
| 상하이 철도부 | 24   | CRH1-041B ～ CRH1-045B CRH1-047B ～ CRH1-060B CRH1-076B ～ CRH1-080B                                                                                           | (CRH1-046B편성의 경우 2011년 원저우 철도 추돌 탈선 사고로 폐차) |
| CRH1E         |      | |                                                                 |
| 상하이 철도부 | 8    | CRH1-071E、CRH1-073E ～ CRH1-080E |                                                                 |
| 난창 철도부   | 7    | CRH1-063E、CRH1-065E~ CRH1-070E |                                                                 |
| 청두 철도부   | 9    | CRH1-061E ～ CRH1-069E |                                                                 |
| 광저우 철도부 | 1    | CRH1-062E |                                                                 |

## 같이 보기
- 중국고속철도
- 중국고속철도 CRH2
- 중국고속철도 CRH3
- 중국고속철도 CRH5
- 중국고속철도 CRH6